# Salomón Zambrano Rodríguez
Salomón Zambrano Rodríguez (Rafael, 5 de enero de 1908 - Tomé, 26 de septiembre de 1988, fue un político y alcalde chileno.
Realizó estudios de preparatoria en la Escuela de Rafael. Radicado en Tomé desde muy joven, ingresó como obrero a la Sociedad Nacional de Paños, donde llegó a ser Segundo Jefe de la sección apresto de la empresa textil, en la que trabajó durante 40 años. Dirigente del Deportivo Marcos Serrano. Presidente de la sociedad de Socorros Mutuos.
Fue elegido Regidor y alcalde de la comuna de Tomé en más de una oportunidad. Regidor, 1947-1949; Alcalde, 1949-1950; Regidor, 1950-1953; Alcalde, marzo a mayo de 1953. Regidor, 1953-1956 y regidor, 1956-1960.

## Familia
Hijo de Marcial Zambrano y de Sofía Rodríguez Garcés. Casó con Raquel Barrueto Barrueto (hermana de Eliecer Ortega), de cuyo enlace nacen los hijos Marta Gabriela, Iris Raquel, Salomón Humberto, Blanca Elizabeth y Jorge Edgardo. 

## Obras
- Alumbrado de Avenida Carlos Werner.
- Construcción Escuelas de Frutillares, Cerro Estanque y California.
- Instalación de Agua Potable en Frutillares.

- Datos: Q6117442